# Charommataea
Charommataea là một chi bướm đêm thuộc họ Geometridae.